# Mikkel Mund
Mikkel Mund er en dansk rapper fra Roskilde med det borgerlige navn Mikkel Skovrind. Mikkel Skovrind fik sit gennembrud med gruppen Rent Mel (tidligere Rent Mel I posen). Hans debut album "Udsigten Fra Den Usle Side" blev udgivet i foråret 2010 og blev i overvejende grad modtaget positivt og fik bl.a. 5 stjerner på danskrap.dk. Indholdsmæssigt byder "Udsigten fra Den Usle Side" på alt fra samfundskritik, kærester og weed til børneopdragelse og økonomiske problemer. Hans første video var nummeret HUND EFTER KAT F. S!VAS der kom online 7. november 2009 og blev først offentliggjort på rapspot.dk siden er der kommet video til nummeret Gi' mig ik' skylden.